# عبد الحميد الرجوي
عبد الحميد الرجوي شاعر يمني ولد عام 1976 في مدينه صنعاء عضو اتحاد الأدباء والكتاب اليمنيين
عضو بيت الشعراء اليمنين درس المحاسبة في جامعة صنعاء بدأ كتابه الشعر بعد أكمال دراسته الثانويه ومثل اليمن في عدة مهرجانات عربيه.
حصل على جائزة أفضل قصيدة في المديح النبوي على مستوى الوطن العربي للعام 2012م  وحصل على المركز الأول بجائزة رابطه الجوهري العراق في عام 2016 م

## مقتطف من قصائده
| 《تَسبيحَةٌ حَرَّى و قَابَ قَوسَينِ ــ مِن عَينَيكَ ــ أو أدنَى سَلُّوا مِن اللؤمِ سَيفاً يُسْرِفُ الطَعْنا كَعُصْبَةِ الجُبِّ جَاؤوا و السَوَادُ بِهِمْ و بالشمالِ أجَازوا الطَعْنَ و اليُمنَى لأنكَ الضَوءُ في لَيلٍ يُحيطُ بِهِمْ جاؤوا لكي يُطفِئوا قنديلَكَ الأَسْنَى لأن شِعرَكَ عَـذْبٌ لا تَـخُـطُّ بـهِ إلا عَنِ الحُبِّ قالوا شَاعرٌ جُـنّـا لأن روحَكَ خَضراءٌ يَضيقُ بِهِمْ جَدْبٌ بأرواحِهِمْ مِن رِقَّةِ المَعنَى يَستَنكِرون حَكايا الحُبِّ في لُغَةٍ تَـبُـثُّـهـا بَينَهُمْ ، في دِفئِها السُكْنَى يُعَاتِبونَكَ في لَـحـنٍ عَـزَفـتَ بـهِ و مَنْ يُعَاتِبُ عُصفوراً إذا غَنّى !؟ و هَلْ تُغَنّي عَصافيرٌ على فَنَنٍ إلا بُكاءً ، و إنْ لَمْ تُظهِرِ الحُزْنا !؟ هُـنـا يَظُنون كلَّ الـظَـنِّ أن بِهِمْ جُرحاً ، تَلَـهَّـيـتَ عَنهُ اليومَ مُمتَنّا هُنا على الوطَنِ المَصلوبِ قد ذَبَحوا بِمِديَةِ الحَربِ شَعباً مَاتَ و استَغنَى و في الحِمَى يَدَّعونَ الذَّودَ ، بَلْ كَذَبوا إلا أَذَىً يَحرُسُونَ الأرضَ أو مَـنّـا أَلقَوكَ في الجُبِّ في جُوعٍ وفي عَطَشٍ و جِيءَ بالخَوفِ أَمْناً يُرهِبُ الأَمْنا و مِن دمَائِكَ هَاقَد خَضَّبوا يَدَهُمْ و أنتَ خَضَّبتَ هذي الكَفَّ بالحِنّا لأنكَ الحُبُّ جَاؤوا عُصْبَةً ، بِدَمٍ كَذْبٍ ، وفي الذئبِ بَثُّوا حَولَكَ الظَنّا وفي غَيَابَتِ سِجْنٍ حَاصَروكَ ، و ما أَحَـبَّ للحُـرِّ مـِن إذلالِـهِ السِجْنا ! 》 |
| —عبدالحميد الرجوي |

| عبد الحميد الرجوي | قَابَ جُرحَينِ أو أدنى ..عن (القدس) ............... مِن أَوَّلِ الآهِ حتى مُنتَهَى البُؤسِ سَبعونَ عَاماً تُـعَـرّي كِذْبَةَ البَأسِ سَبعونَ عَاماً أَقَادَتْ في اْرتِعاشِ يَدي سَيفَينِ مِن خَشَبٍ ، ذَابا على الكُرسي سَبعونَ عَاماً و حَولي أَلْـفُ مُومِسَةٍ عُهْراً ، تُعَربِدُني في نَشوَةِ الكَأسِ وفي دَمي القِبْلَةُ الأُولَى تُسائِلُني عَنِ البُراقِ ، عَنِ المَيمونِ في الإنْسِ عَنِ (المَسيحِ) عَنِ (العَذراءِ) عَنْ نُسُكٍ يَهْمي على القُبَّةِ الصَفراءِ بالخَمْسِ *1 بالكَادِ أَسمَعُها تُلْقي على أُذُني صَدَى أَنينٍ لثَكلَى خَافِتِ الهَمسِ و الصَمتُ في دَاخلي دَوَّى بِتَلبيَةٍ و هل يُلَبّي ذَبيحاً فَاقِدُ الحِسِّ !؟ و قَابَ جُرحَينِ أو أَدنَى يُمَزِّقُني باْسمِ العُروبَةِ ، يُدنيني مِن المَسِّ يا (قُـدسُ) مَـعـذِرَةً ، إني شُغِلْتُ و بي جُرْحٌ قد اْمـتَـدَّ مِن (صَنعاءَ) (للقُدسِ) لَمْ يَبْقَ للجُرْحِ في أَحشايَ مُتَّسَعٌ فَجِئتُ أَعْـصِـرُ في زَيتونِها نفسي ؟ إني أَتَـيـتُـكِ يا أُمَّ الـجِـراحِ عَـلـى جُرْحٍ (لِبلقيسَ) زَفَّ النَعْيَ في عُرْسي | عبد الحميد الرجوي |

## إصدارته
| اسم الكتاب                        | جهة الأصدار | صورة الغلاف |
| --------------------------------- | ----------- | ----------- |
| . وسال العطر ديوان شعر            | صنعاء 2017. |             |
| . من ذاكرة الزيزفون، ديوان شعر    | تحت الطبع   |             |
| . صنعاء والهدد المذبوح، ديوان شعر | تحت الطبع   |             |
| . بلقيس والصرح الممرد، ديوان شعر  | تحت الطبع   |             |